# شهرستان پینگیوان (شاندونگ)
شهرستان پینگیوان (به انگلیسی: Pingyuan County) یک شهرستان در چین است که در دژو (شاندونگ) واقع شده‌است. شهرستان پینگیوان ۱٬۰۵۰ کیلومتر مربع مساحت دارد.